# خالدلی
خالدلی (به لاتین: Xəlitli) یک منطقه مسکونی در جمهوری آذربایجان است که در شهرستان گوی‌چای واقع شده است. خالدلی ۱۱۵۸ نفر جمعیت دارد.
زبان ترکی.